# Walter Adamson
Walter Adamson (* 4. Mai 1911 in Königsberg i. Pr.; † 29. Dezember 2010 in Melbourne)  war ein deutsch-australischer Schriftsteller.

## Leben
Als mittleres Kind getaufter Juden wurde Adamson christlich erzogen. Er war Schüler von Ernst Wiechert. Zehn Jahre arbeitete er in kirchlichen Ämtern, bis er 1938 in der Zeit des Nationalsozialismus nach Rom emigrierte. 1939 zog er weiter nach Australien, wo er sich als Butler und Verkäufer durchschlug und die Englische Sprache erlernte. Im Zweiten Weltkrieg schloss er sich 1944 der Australian Army an und diente als Dolmetscher italienischer Sprache.
Ab 1949 war er Englischlehrer in La Paz. 1953 kehrte er nach Australien zurück und ließ sich in Melbourne nieder. Erst 1969 widmete er sich ganz der Schriftstellerei in englischer und deutscher Sprache. 1973 reiste er durch Westdeutschland und hielt Vorlesungen und Vorträge. In Australien wurde er durch Rundfunksendungen und Vorträge in Universitäten, Schulen und Büchereien bekannt. Er veröffentlichte Gedichte und Erzählungen in Deutschland, Australien, USA und England.
1977 erhielt er ein Stipendium des Australian Council for Educational Research. Er war Präsident des Goethe-Instituts von Victoria (Australien) in Melbourne.

## Werke
- Das Australische Einmaleins, 1973 (Selbstverlag)
- Die Anstalt. Darmstadt 1974, ISBN 3-87561-283-3 (engl. The Institution, 1976)
- Ausgerechnet Australien. Darmstadt 1974
- Matilda Stops Waltzing